# Intime Conviction (téléfilm, 2010)
Pour les articles homonymes, voir Intime conviction (homonymie).

Intime conviction (Confined) est un téléfilm canado-américain réalisé par Andrew C. Erin (en) et diffusé en 2010.

## Synopsis
Un couple déménage dans une banlieue paisible. Pendant son temps libre, la femme commence à croire que quelqu'un est séquestré dans le sous-sol de la maison d'à côté. Elle découvre que son voisin Fritz Wolfram a emprisonné sa fille dans le sous-sol.

## Fiche technique
Titre original : Confined
- Scénario : Kraig Wenman
- Durée : 90 min
- Pays :  Canada,  États-Unis

## Distribution
- Emma Caulfield (VF : Nathalie Spitzer) : Victoria Peyton
- Michael Hogan (VF : Michel Voletti) : Fritz Wolfram
- David James Elliott (VF : Guy Chapellier) : Michael Peyton
- Paul McGillion (VF : Eric Marchal) : l'inspecteur Chris Cornell
- Melanie Papalia : Eva Peyton
- Karen Austin : Ellie Wolfram
- Erica Carroll : Careese Neys
- Mandy Playdon : l'adolescente
- Kwesi Ameyaw : le docteur
- Travis Turner : le garçon inconnu

## Autour du film
Dans le film il est souvent fait référence à l'opéra Tannhäuser de Richard Wagner. Le personnage joué par Micheal Hogan en joue continuellement l'ouverture et il porte le même nom que l'un des personnages principaux de l’œuvre : Wolfram. Son prénom est une allusion au malfaiteur autrichien Josef Fritzl qui lui aussi a détenu sa propre fille dans la cave de sa maison.